# Títol de Grau
El Títol de Grau o bàtxelor (a Andorra) és la titulació d'educació superior que s'aconsegueix en finalitzar una carrera universitària de quatre anys. Equival al Bachelor's degree anglosaxó.
S'engloba, junt amb el grau d'associat existent en alguns països, dins dels graus acadèmics anomenats de pregrau. A continuació de l'obtenció del títol de Grau es poden cursar estudis de postgrau (màster i doctorat).
A Europa s'ha produit un procés de convergència, conegut com a Procés de Bolonya, que elimina les diferències entre les titulacions de diferents països i que introdueix als països que conformen l'Espai Europeu d'Educació Superior aquesta titulació en substitució de les llicenciatures i diplomatures.